# ديفيد دوغلاس
ديفيد دوغلاس (بالإنجليزية: David Douglas)‏ هو لاعب كرة قدم أمريكية أمريكي، ولد في 27 يونيو 1989 في دالاس في الولايات المتحدة.

## وصلات خارجية
- ديفيد دوغلاس على موقع مرجع كرة القدم المحترفة.كوم (الإنجليزية)